# ارگانه
ارگانه (به لاتین: Erganah) یک منطقهٔ مسکونی در افغانستان است که در ولایت بامیان واقع شده‌است.